# Jaroslav Köstl
Jaroslav Köstl (* 4. prosince 1989) je český fotbalový trenér, který od ledna 2024 působí v realizačním týmu Ivana Haška u české fotbalové reprezentace.

## Trenérská kariéra
Ve vnímání fotbalu oslovili Jaroslava Köstla zkušenosti a pohled především Tomáše Požára a pak rovněž Jindřicha Trpišovského, s nímž se zná ze společného působení u mládeže pražské Sparty, v Bohemians. Působil ale rovněž i jako sportovní ředitel ve slovenském klubu MFK Ružomberok nebo jako tiskový mluvčí v Bohemians 1905.
V červnu 2014 se připojil k Jindřichu Trpišovskému jako asistent trenéra v pražské Viktorii Žižkov. V roce 2015 se spolu s Trpišovským přesunul do realizačního týmu Slovanu Liberec.
Od 22. prosince 2017 do ledna 2024 působil spolu s Jindřichem Trpišovským v pražské Slavii.
V lednu 2024 byl jmenován asistentem Ivana Haška u české reprezentace.

## Osobní život
Jeho mladším bratrem je fotbalový obránce Daniel Köstl, avšak Jaroslav Köstl sám fotbal na nejvyšší úrovni nikdy nehrál.